# La Seule France
Chronique des jours d'épreuve
La Seule France est un livre du journaliste et homme politique français Charles Maurras, directeur de L'Action française, publié en 1941. Maurras y soutient une position isolationniste vis-à-vis de l'Allemagne nazie et de l'Angleterre, mais prône surtout une confiance complète en Philippe Pétain.

## Présentation

### Contexte
Le 22 juin 1940, l'armistice est conclu entre l'Allemagne nazie et le dernier gouvernement de la Troisième République. Dès le 26 juin 1940, Maurras reconnaît la compétence du maréchal Pétain et du général Weygand pour demander l'Armistice dans une déclaration prononcée à Villefranche-de-Rouergue.

« Unité Française d'abord ! Dans l'unité tout peut revivre. Mais si nous avions le malheur de nous diviser — même avec l'illusion de faire face à l'adversaire victorieux — cette division ne profiterait jamais qu'à lui. Nous n'avons pas d'autres chances que dans le maintien fier et fort de l'unité nationale incarnée par le maréchal Pétain et ses collaborateurs. Pour triste et dure que soit la situation une chose peut l'aggraver : et c'est la déchirure de la tunique de la Patrie. Or, ceux qui tendent à ce crime sont précisément les responsables de cette guerre mal préparée, ceux qui nous ont fait perdre en dix mois l'effort de dix siècles. »

Pour Maurras, l'armistice offrait « la possibilité substantielle d'une réorganisation de l'intérieur ».
Au printemps 1941, Maurras publie La Seule France. Chronique des jours d'épreuve, premier livre de réflexion depuis l'écroulement de juin 1940. L'ouvrage est dédié au maréchal Pétain et proclame son adhésion à la Révolution nationale, jugé comme seul espoir de redressement du pays.

### Les raisons de la défaite
Par rapport à la défaite de 1940, Charles Maurras avance trois explications : le traité de Versailles qui a précipité l'Allemagne dans le revanchisme, la stratégie de la Grande-Bretagne qui n'avait cessé d'affaiblir la position de la France depuis 1919 et le jeu des minorités antinationales qui avaient précipité la France dans un conflit qui n'était pas le sien.

### Isolationnisme et antigermanisme
En tant qu'antigermaniste viscéral, Maurras rejette catégoriquement la fraternisation avec l'Allemagne :

« Je ne suis pas Européen, je suis Français, Français du seul clan de la France. L'Allemagne a vaincu, cela la regarde, l'Angleterre nous a jetés au-devant de la catastrophe, tant mieux pour elle si elle s'en sauve, nous n'avons pas plus à l'en retirer qu'elle ne s'est donné la peine de nous en tirer nous-mêmes. La France ! La France ! C'est au salut de la France que nous avons le devoir et le droit de nous consacrer exclusivement. »

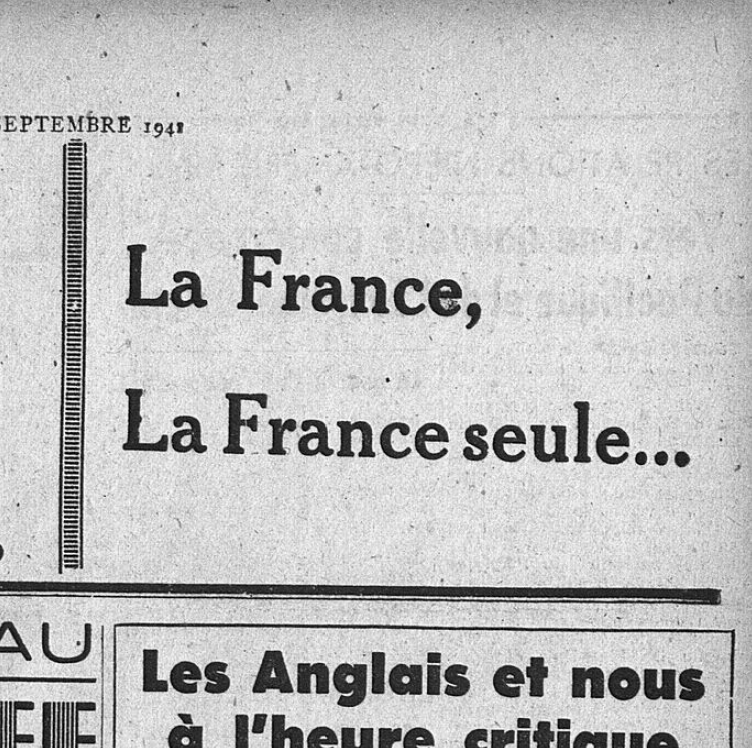
Oreille de L'Action française ajoutée à partir du 26 août 1940.

Maurras refuse de choisir entre l'Allemagne et l'Angleterre et défend donc une position isolationniste[citation nécessaire]. En définitive, il s'agit de « rester à « équidistance » des autres États ». Maurras fait donc inscrire sur l'oreille du journal L'Action française « La France, La France seule... » à partir du 26 août 1940 jusqu'à la fin de la guerre,. « La France seule » devient alors le mot d'ordre de l'Action française pendant toute la durée du conflit.

« Nous n'avons qu'une devise : la France. La France seule ou, si l'on aime mieux, la seule France, tel est l'axiome fondamental. »

 Pourtant, dans l'ouvrage Maurras indique ne pas être « adversaire » de la collaboration avec les nazis, ajoutant qu'il ne faut même pas « la discuter », mais simplement maintenir une « confiance absolue » à Pétain, qui pratique cette politique de collaboration.
Maurras apporte également son soutien aux mesures antisémites du régime de Vichy.
Isolé par « l’âge et une congestion cérébrale », Charles Maurras est condamné en 1945 pour collaboration intellectuelle avec l'Allemagne, en partie à cause de cette logique du ni-ni.

## Limites
L'historien Michel Grünewald pointe une contradiction manifeste dans cette prise de position. En effet, Maurras aurait renoncé à toute approche critique et au réalisme à cause d'une confiance quasiment aveugle en Pétain,. L'universitaire Frédéric Rouvillois estime qu'il s'agit là « d'une attitude qui va à rebours de celle qu’il a toujours défendue et pratiquée ». Cette dérive était déjà inscrite par Henri Massis, disciple de Maurras, qui écrivait dans La Morale de Kant dans l’Université de France en 1917 :

« La France seule est le levain qui anime la masse humaine dans un sens humain et divin ; et voilà pourquoi nous avons le devoir de subordonner notre avis et... notre pensée, à l'existence de la France, ministre de Dieu. »

## Postérité
L'historien Jacques Julliard décèle une influence maurrassienne dans le souverainisme de Michel Onfray prétextant la défense de la « France seule » contre l'Union européenne.

## Liens
- La Seule France dans Gallica, la bibliothèque numérique de la BnF